# Campionati del mondo di ciclocross 1989
I Campionati del mondo di ciclocross 1989 (en.: 1989 UCI Cyclo-cross World Championships) si sono svolti a Pontchâteau in Francia dal 28 al 29 gennaio 1989.  
Sono state 3 le gare in programma

## Programma
Sabato 28 gennaio:
- Dilettanti

Domenica 29 gennaio:
- Uomini junior
- Professionisti

## Podi
| Eventi                  | Oro                 | Tempo    | Argento            | Tempo | Bronzo              | Tempo   |
| Professionisti dettagli | Danny De Bie        | 1.00'58" | Adrie van der Poel | a 24" | Christophe Lavainne | a 27"   |
| Dilettanti dettagli     | Ondrej Glajza       | 54'28"   | Radomír Šimůnek    | s.t.  | Roger Honegger      | s.t.    |
| Junior dettagli         | Richard Groenendaal | 42'30"   | Emmanuel Magnien   | a 9"  | Cristian Bertotti   | a 1'07" |

## Medagliere
| Pos.   | Nazione        | Oro | Argento | Bronzo | Totale |
| ------ | -------------- | --- | ------- | ------ | ------ |
| 1      | Cecoslovacchia | 1   | 1       | 0      | 2      |
| 1      | Paesi Bassi    | 1   | 1       | 0      | 2      |
| 3      | Belgio         | 1   | 0       | 0      | 1      |
| 4      | Francia        | 0   | 1       | 1      | 2      |
| 5      | Italia         | 0   | 0       | 1      | 1      |
| 5      | Svizzera       | 0   | 0       | 1      | 1      |
| Totale | Totale         | 3   | 3       | 3      | 9      |